# Zuid-Molukse rupsvogel
De Zuid-Molukse rupsvogel (Edolisoma amboinense) is een zangvogel uit de familie Campephagidae (rupsvogels). Eerder werd deze vogel beschouwd als een ondersoort van de sahoelrupsvogel (E. tenuirostre).

## Verspreiding en leefgebied
Deze vogel komt voor op de eilanden Buru, Ambon en Seram in het zuiden van de Molukken.

## Status
De Zuid-Molukse rupsvogel komt niet als aparte soort voor op de lijst van het IUCN, maar is daar een ondersoort van de monniksrupsvogel (E. tenuirostre amboinense).